# Eileen Gray
Eileen Gray, nome completo Kathleen Eileen Moray Gray (Enniscorthy, 9 agosto 1878 – Parigi, 31 ottobre 1976), è stata una designer di mobili e un'architetta irlandese, considerata una pioniera dell’estetica dell’International Style.

## Biografia

### Origini e studi
Nata da una famiglia ricca e aristocratica nel sud est dell'Irlanda, Eileen Gray era la più giovane di cinque figli. I suoi genitori, Eveleen Pounden Gray e James McLaren Gray, erano di origini scozzesi. Il padre, James, era un pittore dilettante e incoraggiò la figlia a dedicarsi alla pittura, portandola con sé in Italia e in Svizzera a dipingere dal vivo, cosa che non mancò di far maturare lo stile della ragazzina. Eileen Gray passò gran parte dell'infanzia nelle abitazioni di famiglia, in Irlanda o a South Kensington a Londra.
Grazie a suo padre, a vent'anni, nel 1898 poté frequentare la Slade School of Fine Art, dove studiò pittura. Fu una delle prime studentesse ammesse a studiare nell'istituzione e, nel corso degli studi, conobbe Jessie Gavin e Kathleen Bruce. Nel 1900, anno della morte del padre, Eileen Gray si recò per la prima volta a Parigi insieme alla madre, qui poté visitare l'Esposizione Universale, rimanendo influenzata dal nuovo stile Art Nouveau. Gray ammirò soprattutto i lavori di Charles Rennie Mackintosh che vide esibiti all'Esposizione Universale per la prima volta. La Gray decise di trasferirsi a Parigi a studiare all'Académie Julian e all'Académie Colarossi e passò i successivi cinque anni fra Parigi, Londra e l'Irlanda.

### Dalle arti figurative alle arti applicate
Nel 1905 ritornò a vivere a Londra a causa di una malattia della madre e durante il suo soggiorno inglese riprese gli studi alla Slade, rendendosi però conto che la pittura e il disegno la rendevano sempre meno soddisfatta. In questo periodo, frequentando un negozio di Soho, cominciò a interessarsi di mobili laccati, cercando di impadronirsi delle tecniche della laccatura. Nel 1906 tornò in Francia e conobbe il giapponese Seizo Sugawara, un maestro dei lavori in lacca che proveniva da un'area del Giappone famosa per questo tipo di artigianato. Dopo alcuni anni di apprendistato esibì i suoi lavori con la lacca, ottenendo però solo un moderato successo.

### Primi successi
Durante la prima guerra mondiale Eileen si ritrasferì a Londra, continuando senza successo a lavorare con le lacche. Ritornata a Parigi, nel primo dopoguerra, fu incaricata di decorare un lussuoso appartamento in rue de Lota. Disegnò personalmente i tappeti e le lampade per la casa, facendo costruire mobili e decorando le pareti con pannelli laccati di sua mano. Questa volta le arrise maggior successo, molti critici d'arte lodarono il suo design come innovativo e moderno. Eileen Gray aprì una piccola galleria a Parigi in Rue du Faubourg Saint-Honoré per esporre i suoi lavori.
Eileen Gray era apertamente bisessuale e negli anni venti frequentò assiduamente i circoli lesbici dell'avanguardia parigina insieme a Romaine Brooks, Gabrielle Bloch, alla cantante Damia e a Natalie Barney. Per diverso tempo, fino al 1932, la Gray ebbe una relazione intermittente con Jean Badovici, architetto e scrittore rumeno. Nel 1923 disegnò una stanza da letto-boudoir esponendola al Salon des Artistes Décorateurs: le recensioni furono terribili, ma il lavoro fu apprezzato dagli olandesi di De Stijl. Inviò dei suoi contributi al Salon d'Automne che vennero unanimemente lodati dagli architetti Gropius, Le Corbusier e Robert Mallet-Stevens. Fu in questo periodo che decise di specializzarsi in architettura d'interni e design, divenendo lentamente un'apprezzata rappresentante delle tendenze moderniste nell'arredamento.

### La casa E-1027
Persuasa da Le Corbusier e da Jean Badovici, iniziò ad interessarsi di architettura. Nel 1924 la Gray e Badovici cominciarono a lavorare insieme a una casa sul mare a Roquebrune-Cap-Martin, vicino a Monaco, battezzandola E-1027. Il nome scelto è un codice che nasconde le iniziali dei due (E = Eileen, 10 = Jean, 2 = Badovici, 7 = Gray). La casa ha la forma di una L, il tetto piatto e finestroni che si aprono dal pavimento al soffitto con scale a chiocciola che conducono alle stanze degli ospiti. E-1027 è al tempo stesso una struttura aperta e compatta. Eileen Gray disegnò il mobilio con criteri d'avanguardia, collaborando anche con Badovici nell'elaborazione delle strutture dell'edificio. Il suo tavolo circolare in vetro E-1027 e la tondeggiante poltrona Bibendum furono ispirati dai coevi esperimenti Bauhaus di Marcel Breuer con le strutture d'acciaio tubolari.
Le Corbusier fu tanto impressionato dalla casa che costruì a sua volta una casa estiva dietro la E-1027, il famoso "cabanon". La costruzione era così vicina alla villa da infastidire la Gray, ma pare che l'architetto avesse sviluppato una tale fissazione da volerla osservare dal suo luogo di ritiro. Non soddisfatto, nel 1939, quando la coppia si era ormai separata, mentre era ospite di Badovici colse l'occasione per realizzare sulle pareti immacolate della E-1027 una serie di otto murales alludenti alla bisessualità della designer. Oltre a ciò fece questo atto totalmente nudo e si premurò di farsi fotografare (da cui una delle più note foto di Le Corbusier). La Gray rimase estremamente ferita dall'atto vandalico sia per le offese sessiste in esso contenute che per l'aggressione all'opera che essa aveva costruito con estrema perizia per se stessa e l'amato, perciò decise di non rientrare più nella E-1027.
Questo è uno dei vari episodi in cui emergono aspetti completamente trascurati della figura di Jeanneret. La storica dell'architettura Beatriz Colomina interpreta il gesto quasi come un caso psichiatrico: pare che "Le Corbusier voglia marcare il territorio, come un cane che fa la pipì agli angoli della strada, voglia far prevalere la sua figura cancellando quella di lei, riempiendo un salotto bianco con dei disegni colorati, mettendo la sua firma in uno spazio che non gli appartiene". Sull'episodio, per lungo tempo dimenticato, si è fatto luce soprattutto a seguito del film "The price of desire" del 2015 e alla riapertura della villa a seguito dei restauri nel medesimo anno.
La E-1027 resta comunque legata a doppio filo a le Corbusier che quando morì, nel 1965, stava nuotando proprio nei pressi della E-1027. Proclamata Monumento Nazionale dallo Stato Francese, la Villa, che versava in stato di completo abbandono, è stata recentemente restaurata ed è oggi visitabile. Sono ancora in corso i lavori di restauro del piano terra, che ospitava cucina, stanza della domestica e stanza per gli ospiti. Alla fine degli anni venti e all'inizio dei trenta, la Gray entrò nell'Union des Artistes Modernes, ma al tempo stesso cominciò a ritirarsi dalla vita pubblica e ad essere sempre meno attiva socialmente. Progettò e costruì per sé una casa, Tempe à Pailla, dopo aver studiato architettura per quattro anni, rimanendo reclusa lì a lavorare per la maggior parte del tempo. Nel 1937 accettò di assistere Le Corbusier nell'allestimento del suo padiglione all'Esposizione di Parigi.

### Ultimi anni e successo postumo
Con lo scoppio della seconda guerra mondiale, Eileen Gray fu costretta a evacuare dal sud della Francia. Il suo appartamento a Saint-Tropez, dove aveva preziose collezioni di beni, fu fatto saltare in aria durante la guerra, mentre Tempe à Pailla fu saccheggiata. 
Nel secondo dopoguerra Eileen Gray tornò a Parigi inaugurando uno stile di vita ancora più reclusivo di prima, tagliando i contatti con tutti, eccetto che con un piccolo gruppo di amiche che conosceva da prima della guerra. Si occupò ancora di piccoli lavori, ma fu sostanzialmente dimenticata dall'industria del design. Intorno ai settant'anni cominciò a perdere la vista e l'udito eppure ebbe ancora la forza di trasformare un vecchio granaio in un atelier e si trasferì in campagna per continuare a lavorare. 
Nel 1968, grazie a un articolo del critico Joseph Rykwert sulla rivista Domus, la poltrona Bibendum e il tavolo E-1027 recuperarono un vasto successo di pubblico, tornando in produzione e divenendo pezzi classici di design. Nel 1970, pochi anni prima della sua morte, i suoi lavori furono esposti in una mostra a Londra, il che permise al pubblico di riscoprirne la genialità. Eilen Gray morì all'età di novantotto anni nel suo appartamento di rue Bonaparte a Parigi e fu sepolta al cimitero di Père-Lachaise. Il National Museum of Ireland nel 2002 ha acquistato l'intero archivio di Eileen Gray e ha allestito un'esposizione permanente delle sue opere a Dublino. I mobili originali di Eileen Gray continuano attualmente ad essere venduti come pezzi da collezione, raggiungendo spesso quotazioni molto alte.